# Chowlakatte, Chiknayakanhalli
Chowlakatte là một làng thuộc tehsil Chiknayakanhalli, huyện Tumkur, bang Karnataka, Ấn Độ.